# サンダース・ロー SR.A/1
SR.A/1
- 用途：試作戦闘機
- 分類：水上機
- 製造者：サンダース・ロー
- 運用者： イギリス（イギリス空軍）
- 初飛行：1947年7月15日
- 生産数：3機
- 退役：1951年

サンダース・ロー SR.A/1（Saunders-Roe SR.A/1）はサンダース・ロー社が設計・製作した試作水上戦闘機。第二次世界大戦後間もない時期にイギリス空軍によって試験が行われたが、正式採用されることはなかった。

## 設計・開発
SR.A/1は大日本帝国海軍の二式水上戦闘機や強風といった水上戦闘機の成功に着想を得た。やや机上の話ではあるが、水上機は戦域が海に囲まれた太平洋戦線での運用に最適であると考えられ、比較的穏やかな海岸ならどのような場所でも発進基地として利用することができた。水上機の大きな欠点は、浮子式の降着装置によって飛行性能が陸上戦闘機に比べ劣化することであった。サンダース・ローは当時新しく開発されたターボジェットエンジンがこの欠点を克服する手段になりうると考えた。プロペラがなければ水面までのクリアランスが不要なので胴体をより水面に接近させることができる、すなわちジェットエンジンは浮子ではなく、飛行艇式の艇体の採用を可能とした。
サンダース・ローはこの青写真（SR.44）をイギリス航空省に持ちかけ、仕様E.6/44として結実させた。そして1944年5月には原型機3機の開発契約を取り付けることに成功した。1号機は1947年7月15日に初飛行を行った。続く2号機・3号機によっても順次試験が行われそれぞれ性能、取扱いともに良好な成績を示したが、その頃には第二次世界大戦の終結によって需要は完全に消滅していた。さらに水上機を用いずとも空母が海上における航空兵力の基幹となりうることが太平洋戦線で証明されていた。また、コックピットが狭く、小さいキャノピーが重厚に枠組みされていたため視界不良であるという減点要素もあった。これらの要因が重なり最終的に1951年5月に計画は中止された。
制式採用を逃したため公式名称を与えられることがなかったが、開発関係者からはスクアート（Squirt:水鉄砲･あるいは「生意気なでしゃばり屋」という俗語）と呼ばれていた。

## 運用者
イギリス
- イギリス空軍

## 現存する機体
| 型名   | 番号         | 機体写真 | 所在地                  | 所有者           | 公開状況 | 状態     | 備考                         |
| ------ | ------------ | -------- | ----------------------- | ---------------- | -------- | -------- | ---------------------------- |
| SR.A/1 | TG263 G-12-1 |          | イギリス ハンプシャー州 | ソレント・スカイ | 公開     | 静態展示 | 製作された3機のうちの1号機。 |

他2機は4年間の試験中に事故で失われてしまった。

## スペック
出典: British Aircraft Directory
諸元
- 乗員: 1
- 全長: 14.24 m （50 ft）
- 全高: 5.11 m （16 ft 9 in）

- 空虚重量: 5,108 kg （11,262 lb）
- 運用時重量: 7,360 kg （16,225 lb）
- 最大離陸重量: 8,633kg （19,033lb）

性能
- 最大速度: 824 km/h （512 mph）
- 航続距離: 1,920 km （1,200 miles）
- 上昇率: 1,768 m/min （5,800 ft/s）
- 翼面荷重: 190 kg/m2 （39 lb/ft2）

武装
- 固定武装: 20 mm イスパノ Mk 5 × 4
- ロケット弾: 120 lb （55 kg） × 16
- 爆弾: 1,000 lb （454 kg） × 2